# زافيدوفيتشي
جراداتشاتس (بالإنجليزية: Zavidovići)‏ هي مدينة في كانتون زينيكا-دوبوي في البوسنة والهرسك.
يبلغ عدد سكانها حوالي 40٬272 نسمة.

## أعلام
- سافيت سوسيتش
- نيدجاد سينانوفيتش
- مونيكا رادولوفيتش
- إدين باشيتش
- رايكو فيدوفيتش